# Carolyn Jones (baloncestista)
Carolyn Jones (Bay Springs, Misisipi, 28 de julio de 1969) es una exjugadora de baloncesto estadounidense. Consiguió 2 medallas con  Estados Unidos en mundiales y Juegos Olímpicos.